# Trząs
Trząs (hist. Trząś, Dejtszland) – wieś w Polsce położona w województwie łódzkim, w powiecie bełchatowskim, w gminie Kluki.
| SIMC    | Nazwa | Rodzaj    |
| ------- | ----- | --------- |
| 0542669 | Górka | część wsi |
| 0542675 | Kąt   | część wsi |

W latach 1975–1998 miejscowość administracyjnie należała do województwa piotrkowskiego.